# Meidum-Ware
Meidum-Ware ist die Bezeichnung eines altägyptischen Keramikstiles, der im Alten Reich (ab etwa der 4. Dynastie bis an das Ende, ca. 2650 bis 2250 v. Chr.) in Gebrauch war. Er erhielt seinen Namen nach dem Fundort Meidum, kommt aber in ganz Ägypten und dort vor allem in sozial hochstehendem Kontext vor. Es ist die beste Töpferware Ägyptens dieser Periode.

## Merkmale
Typisch für die Meidum-Ware sind vor allem Schüsseln mit einem hohen Rand. Als Tonarten wurden Silt- und Mergelton verwendet. Die Gefäße sind meist mit der Hand und nicht auf der Töpferscheibe gearbeitet. Sie sind trotzdem in der Regel vollkommen eben, gut poliert und zeigen einen roten Überzug. Weitere Bemalung oder Dekor kommt nicht vor. Das Essgeschirr wurde zwar in der Regel in Gräbern gefunden, Funde in Siedlungs- und Tempelbereichen zeigen aber, dass diese Ware wohl nicht speziell als Grabbeigabe produziert wurde.